# Blue Gene

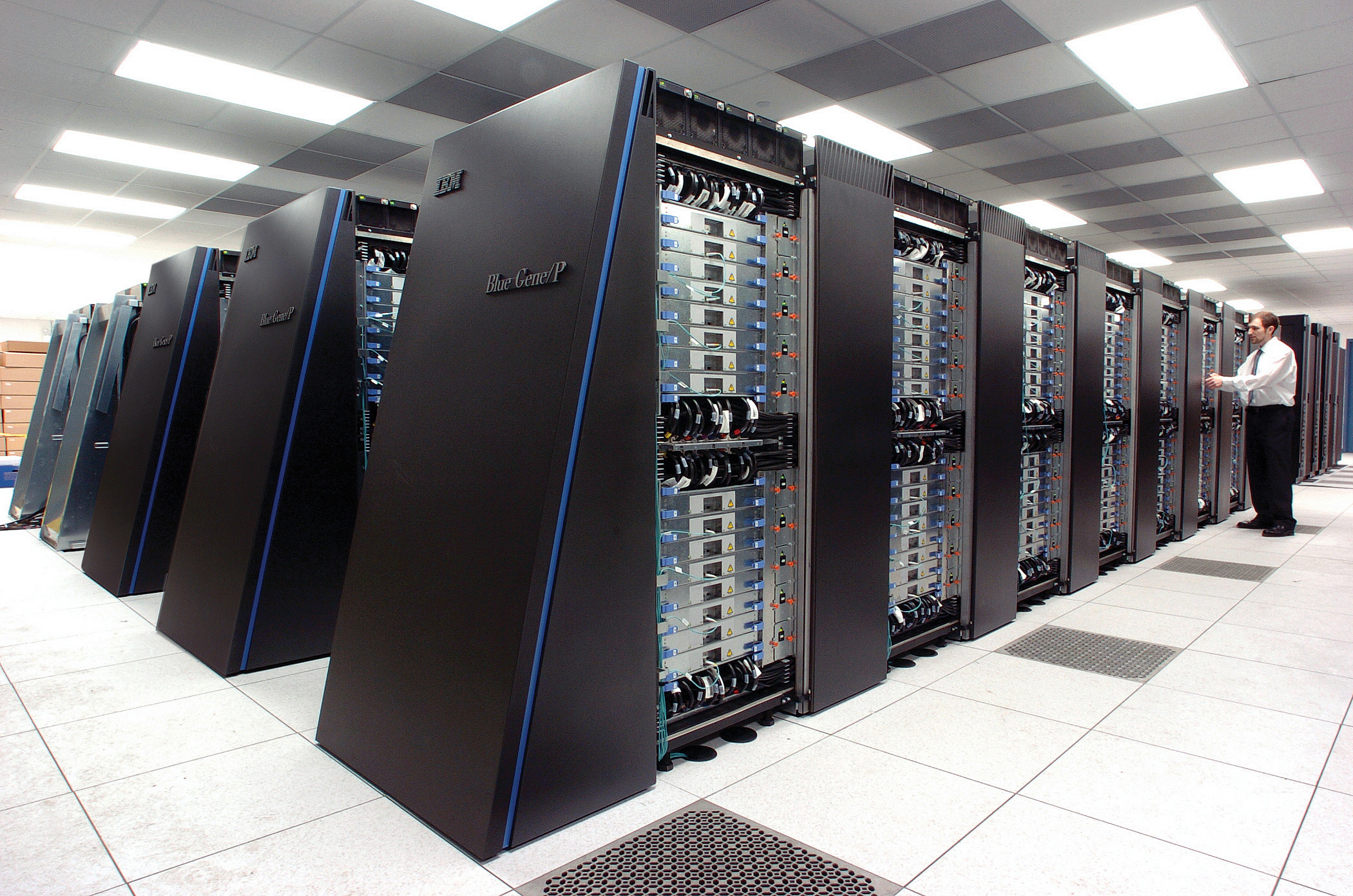
Суперкомпьютер IBM Blue Gene/P, 2007

Blue Gene — проект массово-параллельной архитектуры, разработанный для создания нескольких суперкомпьютеров и направленный на достижение скорости обработки данных, превышающей 1 петафлопс. На данный момент успешно освоена скорость почти в 20 петафлопс. Является совместным проектом фирмы IBM (подразделение Rochester MN и Исследовательский центр Томаса Уотсона), Ливерморской национальной лаборатории, Министерства энергетики США (которое частично финансирует проект) и академических кругов. Предусмотрено три этапа проекта: Blue Gene/L, Blue Gene/P и Blue Gene/Q.
Проект был награждён Национальной Медалью США в области технологий и инноваций 18 сентября 2009 года. Президент Барак Обама вручил награду 7 октября 2009.

## История
В декабре 1999 года IBM объявила о инициативе исследования длительностью пять лет и бюджетом в 100 млн долл. США по созданию массово параллельных компьютеров, которые должны применяться для изучения таких биомолекулярных явлений, как сворачивание белка. Проект преследовал две основные цели: улучшить наше понимание механизмов, лежащих в основе сворачивания белка с помощью крупномасштабного моделирования, а также изучить новые идеи в массивно-параллельной архитектуре машин и программного обеспечения.
Основными областями исследования являются:
- как использовать эту новейшую платформу для эффективного удовлетворения своих научных целей;
- как сделать такую массивно-параллельную машину ещё более удобной;
- как достичь производительности по разумной цене через новую архитектуру машины.

Первоначальный проект для Blue Gene был основан на ранней версии Cyclops64 архитектуры, разработанной Деннеем Монти . На начальном этапе работы по исследованию и разработке выполнялись в IBM TJ Watson Research Center.
В IBM, Алан Гар начал работать над расширением QCDOC архитектуры в суперкомпьютер более общего назначения: четыре близких друг к другу сетей с внутрисистемной коммутацией были заменены на сеть с поддержкой маршрутизации сообщений с любого узла в любой другой, а также была добавлена подсистема параллельного ввода/вывода. Министерство энергетики начало финансировать развитие этой системы, и она стала известна как Blue Gene/L (L как Light). Разработка оригинальной Blue Gene системы продолжилась под названием Blue Gene/С (С как Циклоп), а позднее была переименована в Cyclops64.
Каждое следующее поколение системы Blue Gene получала своё название. Так, второе поколение суперкомпьютеров (представлено в 2007 году) получило название Blue Gene/P, третье (представлено в 2011 году) — Blue Gene/Q.

## Blue Gene/L
Blue Gene/L — это первый компьютер серии IBM Blue Gene, разработанный совместно с Ливерморской национальной лабораторией. Его теоретическая пиковая производительность составляет 360 терафлопс, а реальная производительность, полученная на тесте Linpack, около 280 терафлопс. После апгрейда в 2007 году реальная производительность увеличилась до 478 терафлопс при пиковой производительности в 596 терафлопс. Blue Gene/C подмножество для архитектуры Cyclops64.
В ноябре 2006 года 27 компьютеров из списка TOP500 имели архитектуру Blue Gene/L.

### Основные характеристики
Blue Gene/ L суперкомпьютер был уникальным в следующих аспектах:
- Замена скорости процессоров для снижения энергопотребления. Blue Gene/L использует низкочастотные и маломощные встроенные ядра PowerPC с ускоренным вычислением операций с плавающей точкой. В то время как производительность каждого чипа относительно низка, система достигает более высокой производительности с меньшим энергопотреблением, просто используя большее число узлов.
- Два процессора на узел с двумя режимами работы:
  - режим сопроцессора, в котором один процессор обрабатывает вычисления, а другой обрабатывает сообщения;
  - режим виртуальных узлов, в котором оба процессора доступны для запуска пользовательского кода, но они или совместно вычисляют, или обрабатывают сообщения.
- Архитектура system-on-a-chip. Все узлы-компоненты системы встроены в один чип, за исключением 512 Мб внешней DRAM.
- Большое количество узлов (масштабируемое с шагом 1024 до, по крайней мере, 65 536).
- Связь компонентов в виде трехмерного тора со вспомогательной сетью для глобальных коммуникаций (трансляции и сокращении), ввода/вывода и управления.
- Облегченная ОС на узел для минимальных накладных расходов системы (системные шумы).

### Архитектура
Blue Gene/L архитектура — это эволюция QCDSP- и QCDOC-архитектур. Каждый Blue Gene/L узел вычисления или ввода/вывода — это одиночная ASIC (интегральная схема специального назначения), объединённая с DRAM чипом памяти. ASIC оснащена двумя встроенными 700 МГц-процессорами PowerPC 440 (каждый с двухканальным математическим сопроцессором (FPU) двойной точности), кэшем подсистемы со встроенным контроллером DRAM и логикой для поддержки нескольких коммуникационных подсистем. Двойной FPU дал каждому Blue Gene/L узлу теоретическую пиковую производительность в 5,6 Гфлопс. Процессоры не объединены когерентным кэшем.
На одну вычислительную карту помещаются по два вычислительных узла, на одну плату помещается по 16 вычислительных карт плюс не более 2 узлов ввода/вывода. В одну стойку помещается до 32 плат. При интеграции всех необходимых систем на один чип и использовании логических элементов малой мощности каждый узел вычисления или ввода/вывода тратит малую мощность (около 17 ватт, включая расходы DRAM). Это позволяет очень плотно упаковывать до 1024 вычислительных узлов (плюс дополнительные узлы ввода/ вывода) в стандартную 19-дюймовую стойку, обеспечивая её источниками электропитания и воздушного охлаждения в разумных пределах. Показатели эффективности с точки зрения флопс на ватт, флопс на квадратный метр площади и флопс на единицу стоимости позволяет масштабировать систему до очень высокой производительности. С таким большим количеством узлов сбои в работе компонентов неизбежны. Поэтому система может электрически изолировать ряд неисправных компонентов, чтобы продолжать нормально функционировать.
Каждый Blue Gene/L узел подключается к трем параллельным сетям связи:
- 3D-тороидальная сеть по протоколу P2P (peer-to-peer) между вычислительными узлами,
- общая сеть для коллективной связи (транзакций и операций редуцирования,
- глобальная сеть прерываний для быстрой синхронизации.

Узлы ввода/вывода, на которых работает ОС Linux, обеспечивают связь с хранилищем и внешними узлами через Ethernet сети. Узлы ввода/вывода обрабатывают операции с файловой системой вычислительных узлов. Наконец, отдельные и частные сети Ethernet сеть обеспечивает доступ к любому узлу для конфигурации, загрузки и диагностики.
Чтобы разрешить запуск нескольких программ одновременно, Blue Gene/L система должна быть разделена на электронно-изолированные разделы узлов. Число узлов в разделе должно быть кратным степени 2, по крайней мере, 25 = 32 узлов. Для запуска программы на Blue Gene/L, раздел сначала резервируется. Затем программа загружается и запускается на всех узлах в пределах раздела, и никакая другая программа не может получить доступ к узлам в пределах раздела, пока раздел используется. После завершения раздела узлы освобождаются для запуска следующих программ.

### Программное обеспечение
Вычислительные узлы Blue Gene/L используют максимально облегченную ОС, поддерживающую одну программу пользователя. Поддерживается только часть POSIX процедур, и одновременно только один процесс может работать на узле в режиме сопроцессора или один процесс на процессоре в виртуальном режиме. Программистам необходимо использовать Green threads для имитации локального параллелизма. Разработка приложений, как правило, выполняется в C, C++ или Fortran с использованием MPI для связи. Так же возможна разработка на некоторых скриптовых языках, таких как Ruby и Python, так как они интегрированы в ОС вычислительных узлов.

### Фотографии Blue Gene/L

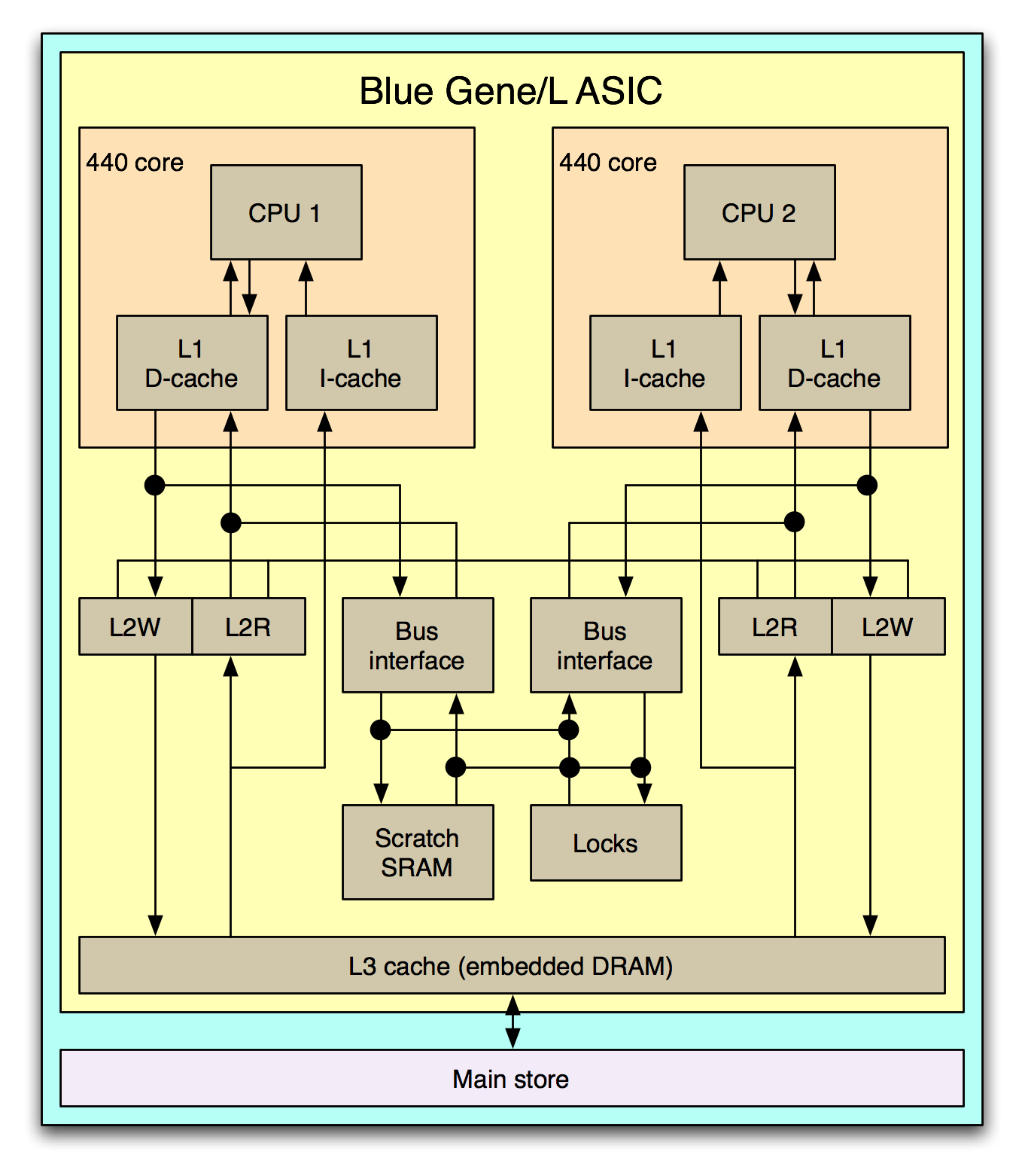
Блок-схема чипа Blue Gene/L, содержащая два ядра PowerPC 440[англ.]
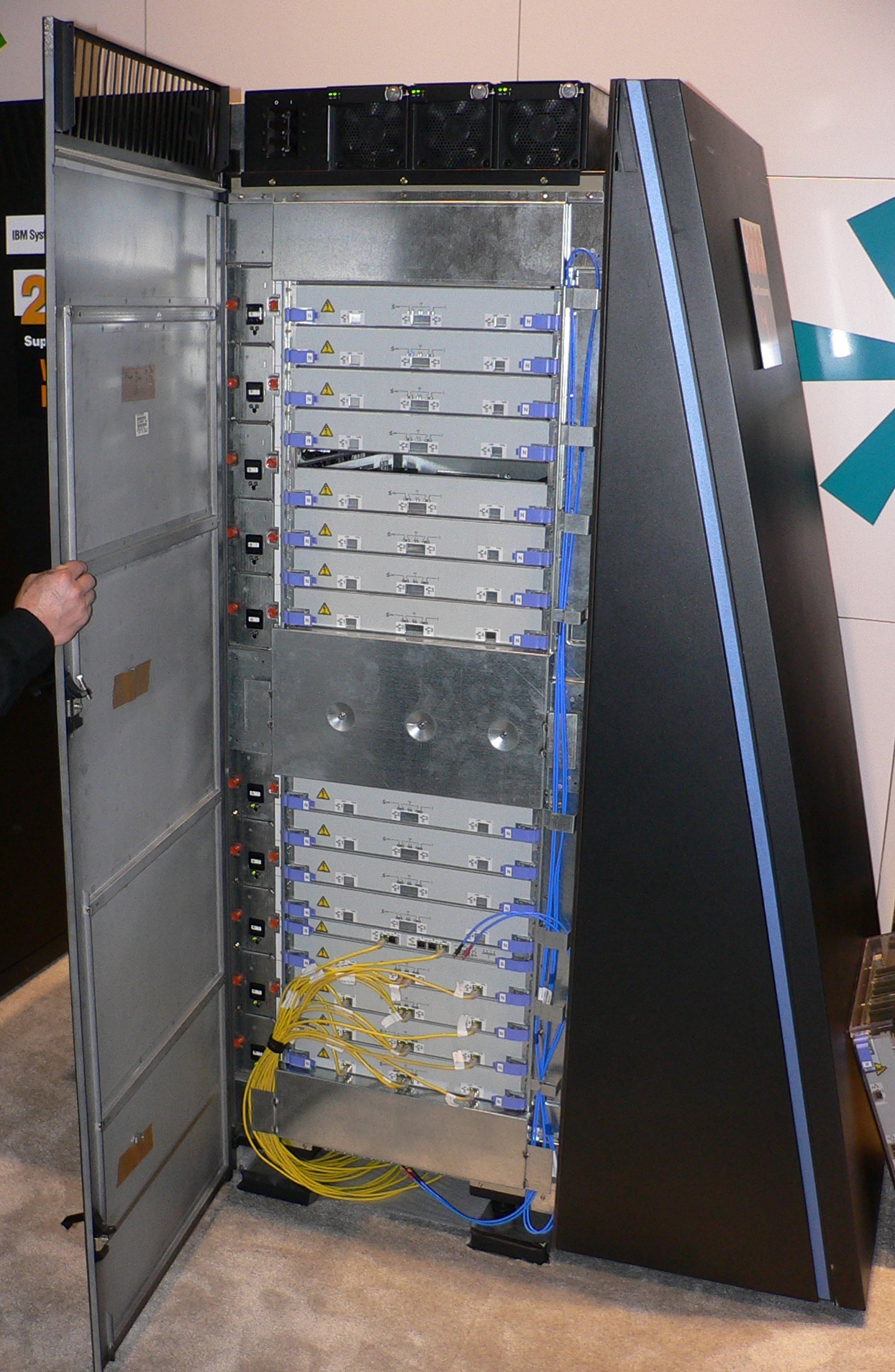
Одна из стоек BlueGene/L

## Blue Gene/C (Cyclops64)
Проект Cyclops64 был начат в ответ на разработку Earth Simulator — (система разработана Японским агентством аэрокосмических исследований и Японским институтом ядерных исследований в 1997 для исследования эффекта глобального потепления и решения проблем геофизики).
Cyclops64 является совместным проектом Департамента энергетики США (который частично финансирует проект), Министерства обороны США, промышленных корпораций (в частности, IBM) и академий.
Архитектура была придумана победителем Seymour Cray Award Деннеем Монти, который и в настоящее время руководит проектом.

### Архитектура
Каждый 64-разрядный чип Cyclops64 работает на 500 МГц и содержит 80 процессоров. Каждый процессор имеет две нити потоков и математический сопроцессор (FPU). Каждая нить — это упорядоченное 64-разрядное RISC-ядро с 32 КБ дополнительной памяти, использующее 60-командное подмножество набора инструкций Power Architecture. Пять процессоров разделяют 32 Кб кэш инструкций.
Процессоры связаны через 96-й порт[уточнить] с матричным коммутатором. Они общаются друг с другом через глобальную разделяемую память (память, которую можно записывать и считывать всеми потоками) в SRAM.
Теоретическая пиковая производительность чипа Cyclops64 составляет 80 ГФлопс.
На одном процессоре работает две нити (два потока), на один чип помещается до 80 процессоров. На плату помещают 1 чип, далее на промежуточную плату устанавливают до 48 плат. В одну стойку влезает по 3 промежуточных платы. Система может включать до 96 (12х8) стоек.
То есть полная система содержит 13 824 Cyclops64 чипов, состоящих из 1 105 920 процессоров, на которых способны работать 2 211 840 параллельных потоков.

### Программное обеспечение
Cyclops64 предоставляет большую часть своих аппаратных возможностей для программирования, позволяя программисту писать очень высоко производительное и тонко настроенное программное обеспечение. Негативным моментом является трудность программирования под Cyclops64
В данный момент ведутся исследования и разработки, что система могла поддерживать TiNy-Threads (библиотека потоков, разработанная в Университете штата Делавэр) и POSIX Threads.

## Blue Gene/P
26 июня 2007 года IBM представила Blue Gene/P, второе поколение суперкомпьютеров Blue Gene. Разработан для работы с пиковой производительностью в 1 петафлопс. Blue Gene/P может быть сконфигурирован для достижения пиковой производительности более, чем 3 петафлопса. Кроме того, он в семь раз более энергетически эффективен чем любые другие суперкомпьютеры. Blue Gene/P выполнен с использованием большого числа небольших, маломощных чипов, связывающихся через пять специализированных сетей.

### Архитектура
Каждый чип Blue Gene/P состоит из четырёх процессорных ядер PowerPC 450 с тактовой частотой 850 МГц. Чип оперативной памяти 2 или 4 ГБ и сетевые интерфейсы образуют вычислительный узел суперкомпьютера. 32 вычислительных узла объединяются в карту (Compute Node card), к которой можно подсоединить от 0 до 2 узлов ввода-вывода. Системная стойка вмещает в себя 32 таких карты.
Конфигурация Blue Gene/P с пиковой производительностью 1 петафлопс представляет собой 72 системные стойки, содержащие 294 912 процессорных ядер, объединённых в высокоскоростную оптическую сеть. Конфигурация Blue Gene/P может быть расширена до 216 стоек с общим числом процессорных ядер 884 736, чтобы достигнуть пиковую производительность в 3 петафлопса. В стандартной конфигурации системная стойка Blue Gene/P содержит 4096 процессорных ядер.

### Blue Gene/P в мире
- Топалов Веселин Александров, болгарский шахматист, гроссмейстер (1992), шестой чемпион мира по шахматам по версии ФИДЕ (2005), в 2010 году подтвердил в интервью, что использовал Blue Gene/P суперкомпьютер во время его подготовки к матчу.
- Blue Gene/P компьютер был использован для имитации приблизительно одного процента коры головного мозга человека, содержащей 1 600 000 000 нейронов с примерно 9 000 000 000 000 соединений.
- Проект IBM Kittyhawk была перенесена Linux на вычислительные узлы и продемонстрировала типовые Web 2.0 рабочие задачи, выполняемых в масштабе на Blue Gene/P. Результат запуска стандартного программного обеспечения Linux (например, MySQL) по тесту SpecJBB является одним из самых высоких за всю историю.
- В 2011 команда Рютгерского университета, IBM и Техасского университета связали систему KAUST Shaheen с Blue Gene/P установки в Ватсоновском исследовательском центре в «федеративное высокопроизводительное вычислительное облако» для решения проблемы с оптимизацией использования нефтяных ресурсов.
- 12 ноября 2007 года в Германии начала работать первая система под названием JUGENE[англ.] с 65 536 процессорами, в Исследовательском центре Юлих, с вычислительной мощностью в 167 терафлопс[3][4]. Он стал самым быстрым суперкомпьютером в Европе и шестым во всём мире. Первой лабораторией в Соединённых Штатах, использующей Blue Gene/P, была Аргоннская национальная лаборатория. Первые стойки Blue Gene/P использовались до 2007 года. Первая установка была системой в 111-teraflop, которая имела приблизительно 32 000 процессоров, и предназначалась для научно-исследовательского общества США весной 2008[5]. Полной системе была присвоена третья строчка июньского списка Топ 500 за 2008 год[6].
- С 2008 года на факультете ВМК МГУ имени М. В. Ломоносова работает суперкомпьютер IBM Blue Gene/P[7][8].

### Фотографии Blue Gene/P

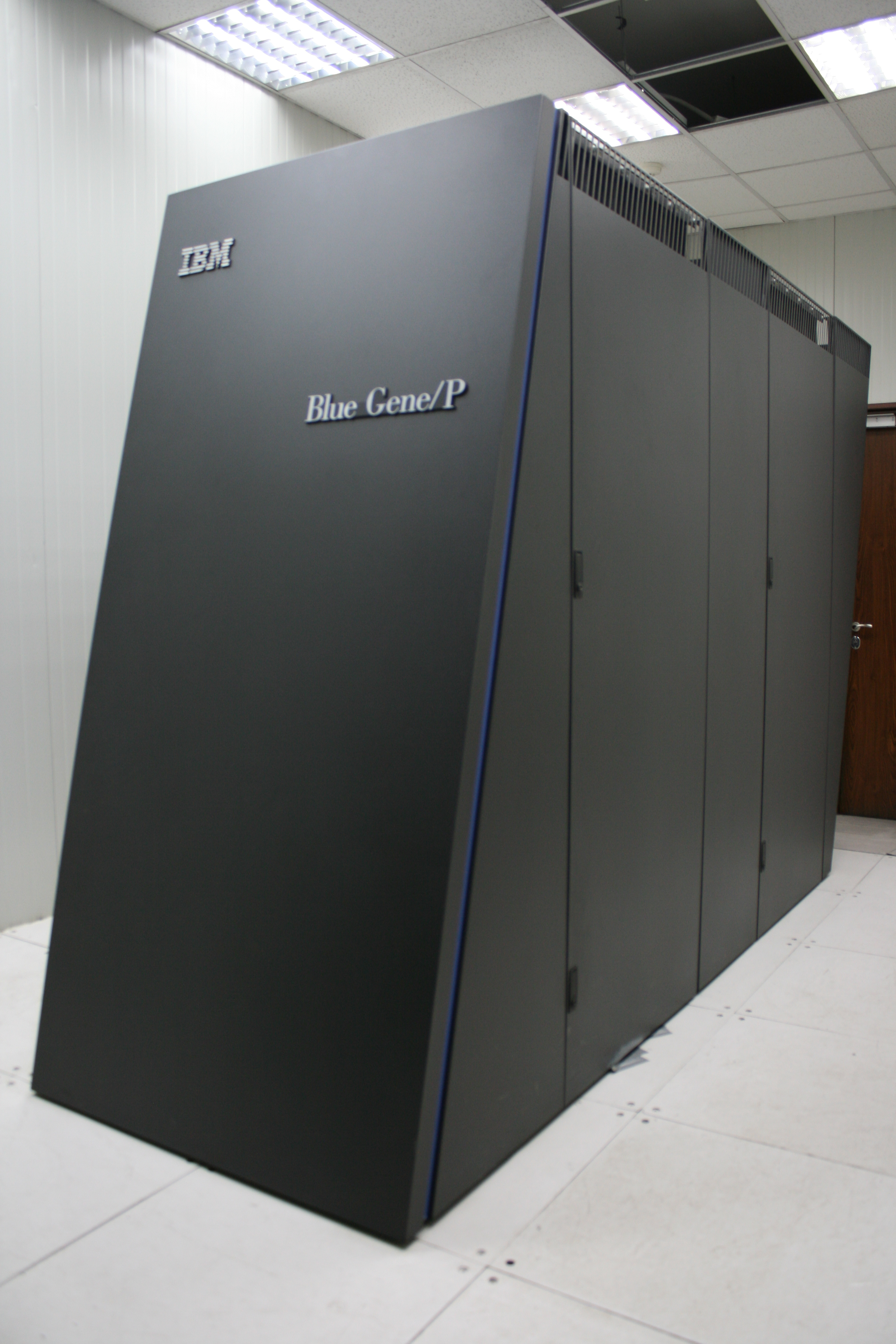
Одиночная стойка
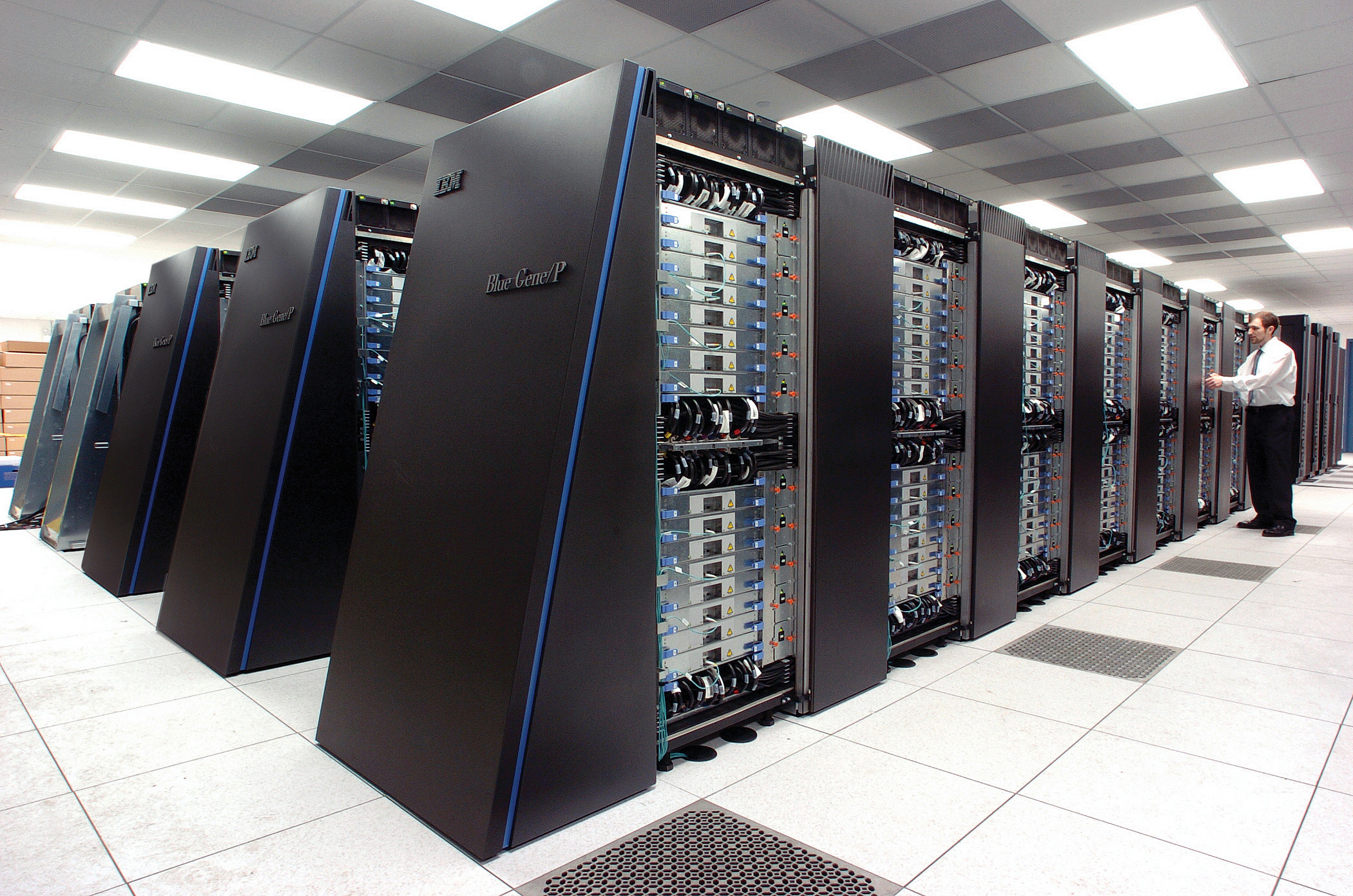
Стойки
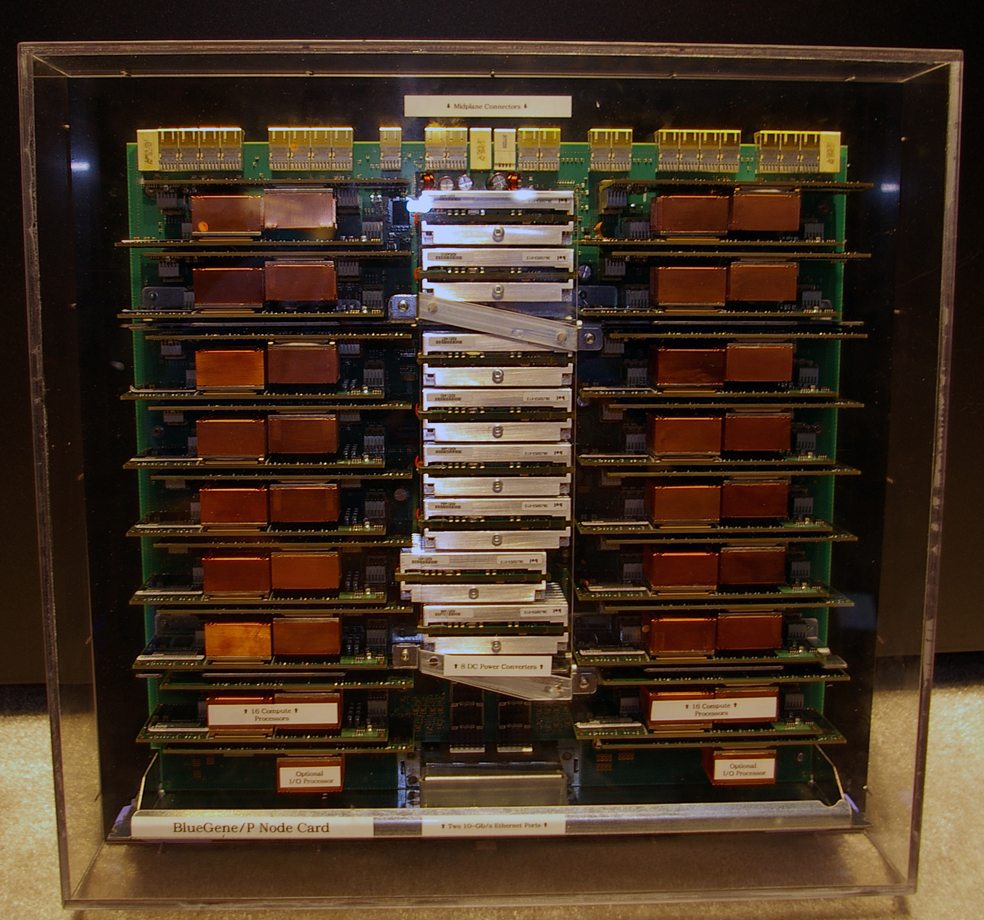
Плата с микросхемами

## Blue Gene/Q
Blue Gene/Q — третье поколение архитектуры. Целью разработчиков стало достижение 20-петафлопсного рубежа в 2011 году. Blue Gene/Q является эволюционным продолжением архитектур Blue Gene/L и /P, работающим на более высокой частоте и потребляющей меньше энергии на один флопс производительности.
BlueGene/Q — это мультиядерная, 64-битная система на чипе, построенная по технологии PowerPC (если быть абсолютно конкретным, то это четырёхтактная архитектура PowerPC A2). Каждый из чипов содержит 18 ядер, вместе набирающих вес в почти полтора миллиарда (1,47) транзисторов. 16 ядер используются для, собственно, вычислений, на одном работает операционная система, и, наконец последнее ядро отвечает за надежность вычислений всей системы. На частоте в 1,6 Ггц, каждый чип способен выдать 204,8 Гфлопс, потребляя мощность в 55 Ватт. Естественно, частью чипа являются и контроллеры памяти и операций ввода-вывода. Blue Gene/Q содержит 4 устройства вычислений над числами с плавающей запятой, что даёт нам 4 выполненных операции за один такт на каждом ядре.
18 ядер, по утверждению сотрудников IBM, нужны для надёжности. Если на одном из ядер процессора был зафиксирован сбой, оно может быть отключено и переведено на «скамейку запасных». Собственно, обнаружение и изменение конфигурации «ошибочного» ядра может быть проведено на любом этапе производства или сборки системы — не только когда чип уже тестируется, но и на ранних этапах, например, инсталляции чипа в вычислительный кластер. В случае с IBM Sequoia будет использоваться около 100 000 чипов, для того чтобы достичь заветных 20 петафлопс. Огромное количество процессоров делает задачу переназначения ядер очень важной: в компании IBM подсчитали, что при данном (100 тысяч) количестве чипов в суперкомпьютере каждые 3 недели в среднем будет выходить из строя 1 процессорный блок.
Также известно, что в Blue Gene/Q реализована поддержка транзакционной памяти не на программном, а аппаратном уровне.
Стоимость Blue Gene/Q (при использовании коммерческих цен) оценивается The Register приблизительно в 150 млн долларов США за каждый петафлопс.

### Blue Gene/Q в мире
- Первой системой, построенной по архитектуре Blue Gene/Q, стала система Sequoia, которую разворачивали в Ливерморской национальной лаборатории с начала 2011 года и полностью ввели в эксплуатацию в июне 2012 года. Эта система рассчитывает научные программы лаборатории. Она состоит из 98 304 вычислительных узлов, содержащих 1 572 864 процессорных ядер и 1,6 Пб памяти. Располагается система в 96 стойках, потребляемая мощность составляет 6 мегаватт[11]. В списке Top500 за ноябрь 2014 года занимает 3-е место[12];
- июнь 2012: Avoca Victorian Life Sciences Computation Initiative, Австралия[13];
- июнь 2012: суперкомпьютер Fermi в суперкомпьютерном центре CINECA в г. Болонья, Италия[14][15];
- август 2012: Рочестерский университет, США[16];
- июнь 2013: суперкомпьютер JUQUEEN в Исследовательском центре Юлих, Германия[17]. В списке Top500 за ноябрь 2014 года занимает 8-е место[18];
- 1 июля 2013: суперкомпьютер Mira установлен в Аргонской национальной лаборатории в 2012 году. Он содержит около 50 тыс. вычислительных узлов (16 ядер на узел), 70 Пб дискового пространства и имеет жидкостную систему охлаждения.[19][20][21][22]. В списке Top500 за ноябрь 2014 года занимает 5-е место[23];
- 2013 год: суперкомпьютер Vulcan в Ливерморской национальной лаборатории[24]. В списке Top500 за ноябрь 2014 года занимает 9-е место[25].

Всего из десяти самых мощных суперкомпьютеров в списке Top500 на ноябрь 2014 года 4 построены на платформе Blue Gene/Q.

### Фотографии Blue Gene/Q

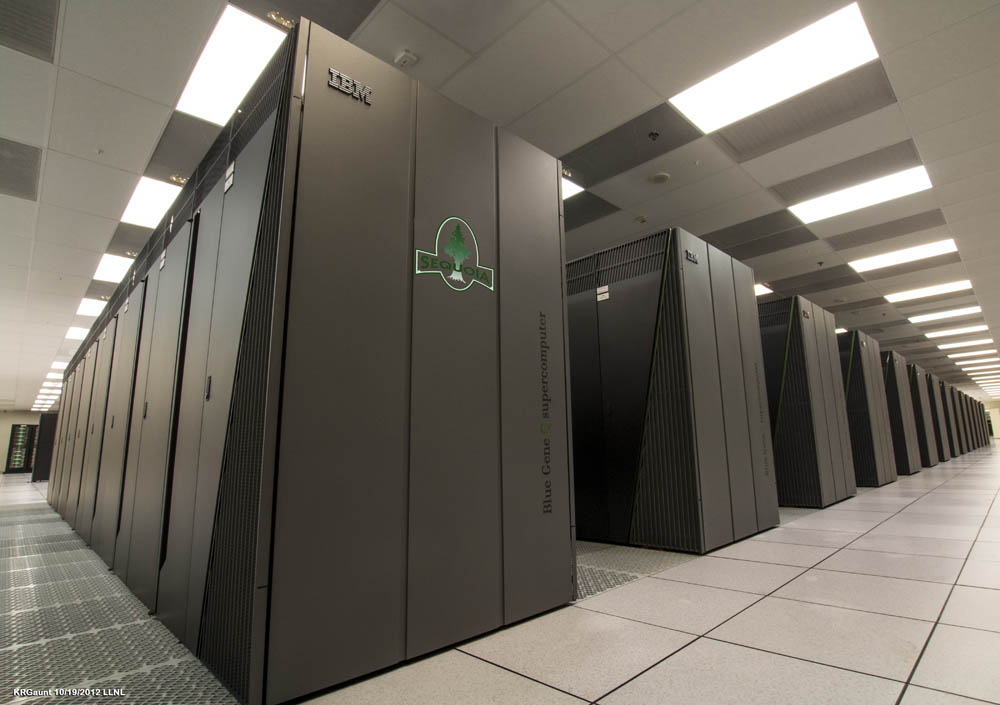
Суперкомпьютер Sequoia в Ливерморской национальной лаборатории
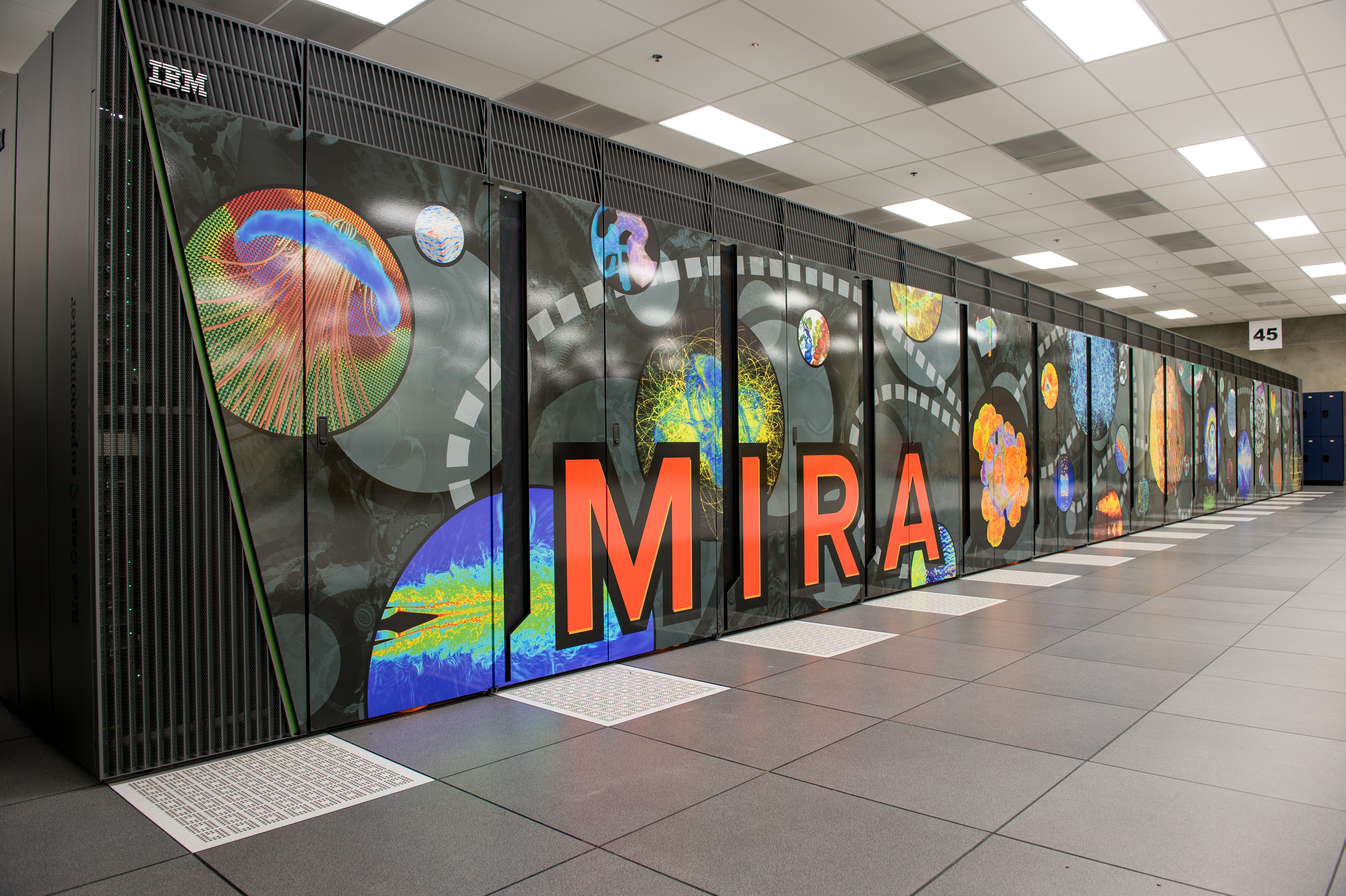
Суперкомпьютер Mira в Аргонской национальной лаборатории

## Рейтинг в TOP500
Согласно последнему списку TOP500 (от ноября 2013 года) суперкомпьютеры, построенные по архитектуре Blue Gene, всё ещё не теряют своих позиций.
| Рейтинг | Место нахождение                                                                                       | Система                                                                           | Кол-во ядер | Максимальная скорость (ТФлопс/с) | Пиковая скорость (ТФлопс/с) | Энергопотребление (кВт) |
| ------- | --- | --------------------------------------------------------------------------------- | ----------- | -------------------------------- | --------------------------- | ----------------------- |
| 3       | Ливерморский ИЦ (США)                                                                                  | Sequoia — BlueGene/Q, Power BQC 16C 1.60 GHz, Custom IBM                          | 1572864     | 17173,2                          | 20132,7                     | 7890                    |
| 5       | Аргонская НЛ (США)                                                                                     | Mira — BlueGene/Q, Power BQC 16C 1.60 GHz, Custom IBM                             | 786432      | 8586,6                           | 10066,3                     | 3945                    |
| 8       | Юлихский ИЦ (Германия)                                                                                 | JUQUEEN — BlueGene/Q, Power BQC 16C 1.600 GHz, Custom Interconnect IBM            | 458752      | 5008,9                           | 5872,0                      | 2301                    |
| 9       | Ливерморский ИЦ (США)                                                                                  | Vulcan — BlueGene/Q, Power BQC 16C 1.600 GHz, Custom Interconnect IBM             | 393216      | 4293.3                           | 5033.2                      | 1972                    |
| 15      | СКЦ Сиена, г. Болонья (Италия)                                                                         | Fermi — BlueGene/Q, Power BQC 16C 1.60 GHz, Custom IBM                            | 163840      | 1788.9                           | 2097.2                      | 822                     |
| 23      | Лаборатория Дарсбери, г. Варрингтон (Великобритания)                                                   | Blue Joule — BlueGene/Q, Power BQC 16C 1.60 GHz, Custom IBM                       | 114688      | 1252.2                           | 1468.0                      | 575                     |
| 27      | Университет Единбурга (Великобритания)                                                                 | DiRAC — BlueGene/Q, Power BQC 16C 1.60 GHz, Custom IBM                            | 98304       | 1073.3                           | 1258.3                      | 493                     |
| 38      | Политехнический институт Ренсселера (США)                                                              | BlueGene/Q, Power BQC 16C 1.60 GHz, Custom IBM                                    | 81920       | 894.4                            | 1048.6                      | 411                     |
| 45      | Академия наук (Франция)                                                                                | BlueGene/Q, Power BQC 16C 1.60 GHz, Custom IBM                                    | 65536       | 715.6                            | 838.9                       | 329                     |
| 46      | Компания EDF R&D, г. Париж (Франция)                                                                   | Zumbrota — BlueGene/Q, Power BQC 16C 1.60 GHz, Custom IBM                         | 65536       | 715.6                            | 838.9                       | 329                     |
| 47      | Швейцарский национальный СКЦ (Швейцария)                                                               | EPFL Blue Brain IV — BlueGene/Q, Power BQC 16C 1.600 GHz, Custom Interconnect IBM | 65536       | 715.6                            | 838.9                       | 329                     |
| 48      | Victorian Life Sciences Computation Initiative (Австралия)                                             | Avoca — BlueGene/Q, Power BQC 16C 1.60 GHz, Custom IBM                            | 65536       | 715.6                            | 838.9                       | 329                     |
| 57      | Организация по изучению высокоэнергетических ускорителей (Япония)                                      | SAKURA — BlueGene/Q, Power BQC 16C 1.60 GHz, Custom IBM                           | 49152       | 536.7                            | 629.1                       | 247                     |
| 58      | Организация по изучению высокоэнергетических ускорителей (Япония)                                      | HIMAWARI — BlueGene/Q, Power BQC 16C 1.600 GHz, Custom Interconnect IBM           | 49152       | 536.7                            | 629.1                       | 247                     |
| 67      | Аргонская НЛ (США                                                                                      | Intrepid — Blue Gene/P Solution IBM                                               | 163840      | 458.6                            | 557.1                       | 1260                    |
| 77      | Ливерморский ИЦ (США)                                                                                  | Dawn — Blue Gene/P Solution IBM                                                   | 147456      | 415.7                            | 501.4                       | 1134                    |
| 87      | Рочестер IBM (США)                                                                                     | BlueGene/Q, Power BQC 16C 1.60 GHz, Custom IBM                                    | 32768       | 357.8                            | 419.4                       | 164                     |
| 88      | Рочестер IBM (США)                                                                                     | BlueGene/Q, Power BQC 16C 1.60 GHz, Custom IBM                                    | 32768       | 357.8                            | 419.4                       | 164                     |
| 89      | Университет Торонто (Канада)                                                                           | BGQ — BlueGene/Q, Power BQC 16C 1.600 GHz, Custom Interconnect IBM                | 32768       | 357.8                            | 419.4                       | 164                     |
| 216     | Аргонская НЛ (США)                                                                                     | Vesta — BlueGene/Q, Power BQC 16C 1.60 GHz, Custom IBM                            | 16384       | 189.0                            | 209.7                       | 82                      |
| 217     | Аргонская НЛ (США)                                                                                     | Cetus — BlueGene/Q, Power BQC 16C 1.600 GHz, Custom Interconnect IBM              | 16384       | 189.0                            | 209.7                       | 82                      |
| 218     | Федеральная политехническая школа Лозанны (Швейцария)                                                  | CADMOS BG/Q — BlueGene/Q, Power BQC 16C 1.600 GHz, Custom Interconnect IBM        | 16384       | 189.0                            | 209.7                       | 82                      |
| 219     | Рочестер IBM (США)                                                                                     | BlueGene/Q, Power BQC 16C 1.600 GHz, Custom Interconnect IBM                      | 16384       | 189.0                            | 209.7                       | 82                      |
| 220     | IBM ИЦ им. Томаса Ватсона (США)                                                                        | BlueGene/Q, Power BQC 16C 1.60 GHz, Custom IBM                                    | 16384       | 189.0                            | 209.7                       | 82                      |
| 221     | Междисциплинарный центр математического и компьютерного моделирования, Варшавский университет (Польша) | BlueGene/Q, Power BQC 16C 1.600 GHz, Custom Interconnect IBM                      | 16384       | 189.0                            | 209.7                       | 82                      |
| 222     | Рочестер IBM (США)                                                                                     | BlueGene/Q, Power BQC 16C 1.60 GHz, Custom IBM                                    | 16384       | 189.0                            | 209.7                       | 82                      |

Самым быстродействующим компьютером из построенных на Blue Gene архитектуре является Sequoia. Сейчас он находится на третьем месте, но в июне 2012 года занимал первую строчку рейтинга TOP500. По энергоэффективности он всё же обходит лидера (17808 кВт) и серебряного призёра (8209).